# Coribante
Coribantes (em grego:  Κορύβαντες, korybantes) eram divindades menores, cujos centros de culto antigos encontravam-se nas ilhas de Rodes e Cós e no interior anatólico. Posteriormente, o termo passou a se referir aos participantes de ritos específicos que envolviam dança e frenesi, espalhando-se à Jônia, Creta e Atenas. Apesar da semelhança a outras práticas telésticas de dança, que levou à ocasional identificação por alguns escritores da antiguidade, os ritos coribânticos não se confundem originariamente com os mistérios orgiásticos dos cabiros (kabeiroi, às vezes referidos como Grandes Deuses da Samotrácia), relacionados a ritos de passagem e deuses locais, ou aos curetes (kouretes), guerreiros protetores de Reia e Zeus, mas posteriormente os coribantes sofreram sincretismo com estes últimos e, a partir do século VI a.C., foram identificados com "coribantes asiáticos" seguidores da frígia Cibele ou também assimilados na mitologia dos mistérios órficos-báquicos posteriores.

## Etimologia
O nome Korybantes é de etimologia incerta. Edzard Johan Furnée e R. S. P. Beekes sugeriram uma origem pré-grega. Outros associaram o nome a *κορυβή (korybé), a versão macedônia de κορυφή (koryphé) "coroa, topo, pico da montanha", explicando sua associação com montanhas, particularmente o Olimpo. O registro mais antigo denota Kyrbantes, possivelmente a escrita original.

## Genealogia
No panteão grego, Ferécides de Leros cita os coribantes como sendo originalmente divindades, nove filhos de Apolo e Reia. Aparecem também como descendentes de Apolo e da Musa Tália ou de Rítia. Outro relato de Estrabão atesta a ascendência de Zeus e da Musa Calíope.

## Homologia

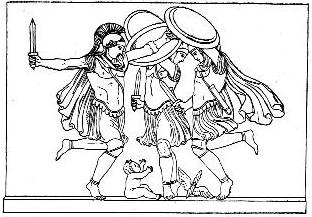
Curetes dançando ao redor do bebê Zeus, conforme retratado em Themis por Jane Ellen Harrison. A dança dos coribantes não foi distinguida e tornou-se associada ao tema da criança divina, mas no início o significado era diferente de outros tronismos.

Um fragmento do Livro VII de Estrabão dá uma ideia do caráter aproximadamente análogo entre confrarias masculinas de nomes semelhantes aos dos coribantes e da confusão em sua época:
Muitos afirmam que os deuses adorados na Samotrácia, assim como os Kurbantes e os Korybantes e da mesma maneira os Kouretes e os dáctilos ideanos são iguais aos Kabeiroi, mas quanto aos Kabeiroi eles são incapazes de dizer quem eles são. 
Mitos associavam coribantes com os curetes, a partir do século V a.C. como registrado em As Bacantes de Eurípides. Essa identificação ocorria em que os curetes também eram dançarinos, que dançaram a pedido de Reia para esconder o barulho de choro do bebê Zeus em uma caverna no Monte Ida, em Creta. Os coribantes, por sua vez, foram também associados a Reia no Monte Ida da Frígia. Ao mesmo tempo, outros mitos afirmaram a participação deles no desmembramento de Dioniso, seja como guardiães ou como os perpetradores, sincretizados com outros cultos báquicos.

## Mistérios coribânticos
Os ritos coribânticos possuíam características próprias descritas por alguns contemporâneos e em inscrições dos séculos IV e II a.C. encontradas em Éritras; nelas, mulheres estão amplamente representadas, e indicam, além do ritual privado, que havia rituais públicos; no rito eritreu, abluções eram inicialmente feitas e há indicativos de que dividiam suas realizações entre grupos exclusivos para homens e para mulheres, depois ocorriam os sacrifícios. Geralmente, os iniciados participavam dos rituais para a comunhão no estado alterado de consciência, e uma minoria em busca de cura para condições mentais e emocionais. Dividiam-se em três etapas: sacrifícios, um entronamento (thronosis ou thronismos) para a admissão dos iniciados, e a parte principal da cura. No entronamento, o iniciado "ficaria sentado enquanto os ministrantes do rito dançavam ao redor dele, levantando um grande estrondo". A música ocorria principalmente com flautas de palheta frígias (precursoras do aulos) e tamborins.
Platão é uma testemunha principal dos ritos coribânticos e fornece descrições, notavelmente em Eutidemo 277d, Críton 54d, e Leis 7.790d, além de no Fedro, O Banquete e Íon, utilizando-os em analogias à semelhança da filosofia, pois ambos afetariam o indivíduo tanto em estado de mania num primeiro momento, para ao final ser curado. Aristófanes também narra em As Vespas uma purificação da loucura através de ritos coribânticos, e provavelmente em As Nuvens, na paródia da escola de Sócrates em que é realizado um entronamento. Arriano descreve os celebrantes como "sendo possuídos pelos Coribantes", tornados coribantes e levados ao êxtase e loucura em honra a Reia, considerada a fonte de onde tudo provém, da qual teriam uma visão.